# ۱۷۱۵ (میلادی)
۱۷۱۵ (میلادی) هزار و هفتصد  و پانزدهمین سال تقویم میلادی است.

## زادگان
- ۲۶ فوریه : تولد کلود آدرین هلوسیوس فیلسوف و ادیب  فرانسوی در پاریس
- ۶ اوت – لوک دو کلاپیر، مارکی دو ووونارگ، نویسنده فرانسوی (د. ۱۷۴۷)
- ۲۳ اکتبر – پتر دوم روسیه، سیاست‌مدار روسی (د. ۱۷۳۰)
- ۲۷ نوامبر – یوهان گوتلب لایدن‌فرست، شیمی‌دان آلمانی (د. ۱۷۹۴)

## درگذشتگان
- 1 سپتامبر - لوئی چهاردهم : پادشاه فرانسه.
- ۱۳ اکتبر – نیکولا مالبرانش، نویسنده و فیلسوف فرانسوی (ز. ۱۶۳۸)
- ۲۸ اکتبر – اندره دولیه دلاند جهانگرد فرانسوی

## منبع
Wikipedia contributors, "1715," Wikipedia, The Free Encyclopedia, http://en.wikipedia.org/w/index.php?title=1715&oldid=191472964